# Pablo Aso
Pablo Aso Jiménez (Zaragoza, 7 de febrero de 2003) es un jugador de baloncesto español que mide 2 metros y juega de alero. Pertenece a la plantilla del CB Salou de la Liga LEB Plata.

## Carrera deportiva
Natural de Zaragoza, pero criado en Jaca, Pablo se formó en las categorías inferiores de Doctor Azúa y del Basket Zaragoza.
En la temporada 2019-2020, es asignado al Club Baloncesto El Olivar, filial del Casademont Zaragoza en Liga EBA, en el que juega durante cuatro temporadas.
El 14 de enero de 2023, con apenas 20 años hace su debut en la Liga Endesa en las filas del Casademont Zaragoza, en un encuentro de la jornada 16 frente al Lenovo Tenerife que acabaría con derrota por 83 a 87, disputanto 5 minutos y 24 segundos.
El 26 de abril de 2023 disputa su segundo partido con Casademont Zaragoza contra Baxi Manresa en un partido que acabaría con victoria zaragozana (99-88).
El 17 de agosto de 2023, firma por el CB Salou de la Liga LEB Plata.